# Allas-les-Mines
Allas-les-Mines – wieś i gmina we Francji, w regionie Nowa Akwitania, w departamencie Dordogne.
Według danych z 1990 r. gminę zamieszkiwały 203 osoby, a gęstość zaludnienia wynosiła 29 osób/km² (wśród 2290 gmin Akwitanii Allas-les-Mines plasuje się na 974. miejscu pod względem liczby ludności, natomiast pod względem powierzchni na miejscu 1280.).